# Papratno (Republika Serbska)
Papratno (cyr. Папратно) – wieś w Bośni i Hercegowinie, w Republice Serbskiej, w gminie Foča. W 2013 roku liczyła 6 mieszkańców.